# Социальные гарантии
Социальные гарантии (англ. social guarantees) — средства, способы и условия, с помощью которых обеспечиваются условия жизнедеятельности в области социально-экономических и социально-политических прав членов общества.

## Определение
Согласно «Социологическому справочнику» социальные гарантии — это система социально-экономических и правовых средств, обеспечивающих условия жизнедеятельности членов общества, социальных групп, реализацию их интересов, разнообразных связей и отношений, функционирование и развитие общественной системы в целом. 
В «Социологическом энциклопедическом словаре» социальные гарантии — это совокупность материальных и юридических средств, обеспечивающих реализацию конституционных социально-экономических и социально-политических прав членов общества (право на труд, образование, медицинскую помощь и т.д.).
Согласно статье 164 ТК РФ гарантии — это средства, способы и условия, с помощью которых обеспечивается осуществление предоставленных работникам прав в области социально-трудовых отношений.

## Социальные права
Социальные права — это право на выбор профессии, сферы приложения труда, форм экономической деятельности, получение общего и профессионального образования, право на реализацию своего трудового потенциала, способностей и вознаграждение в соответствии с количеством и качеством труда, равноценность этого вознаграждения набору потребительских товаров и услуг. 
С целью реализации социальных гарантий в обществе поддерживается оптимальное удовлетворение общественных и индивидуальных потребностей с помощью распределения доли национального дохода на потребление и накопление. Потребление осуществляется через оплату по труду и общественные фонды потребления, где социальные гарантии обеспечиваются минимально приемлемым уровнем удовлетворения потребностей в жилье, здравоохранении, образовании, доходах (относительно уровня экономического развития общества), в обеспечении приемлемого уровня жизни.
Система социально-экономических нормативов определяет нижние границы минимального уровня благосостояния общества: уровень минимальной заработной платы, пенсии, стипендии, расходов на образование, дошкольного образования, обеспеченности жильем, охраны здоровья, получения образования, прожиточный минимум жизненно необходимых товаров и услуг. Этот минимальный уровень удовлетворения потребностей, гарантированный обществом для граждан, зависит от достигнутого среднего жизненного стандарта.
Общественные фонды потребления обеспечивают гарантированный доход нетрудоспособной части населения (пенсионерам, инвалидам, детям-сирот), равное право для всех членов общества получить бесплатное образование, здравоохранение и жилье. Социальные гарантии — это право на минимум жизненных благ (гарантия частично сохраняемой зарплаты) матерей, занятых трудом, обеспечивающим оптимальные условия воспитания и поддержания здоровья детей в первые годы жизни после рождения. Социальные гарантии зависят от количества и качества потребительских товаров и социальных услуг, предоставляемых населению за счет общества или в обмен на заработанные денежные средства. Обеспечение условий жизнедеятельности индивидов и социальных групп включает в себя право выбора потребительских товаров и услуг, жилища, места проживания, учреждений здравоохранения, культуры, способов организации отдыха, удовлетворения материальных и духовных потребностей.